# Céramique verte et brune

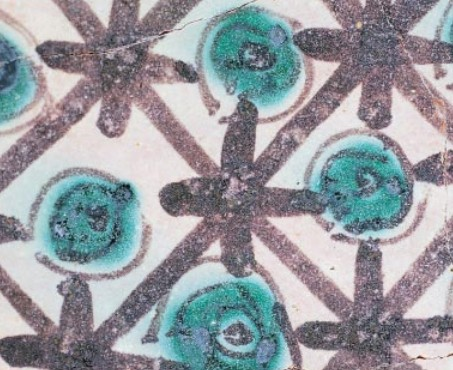
Fragment de tranchoir (source) de céramique émaillée et décorée en vert et mauve ; 10 x 24 cm; vers 1320-1360. (Espagne).

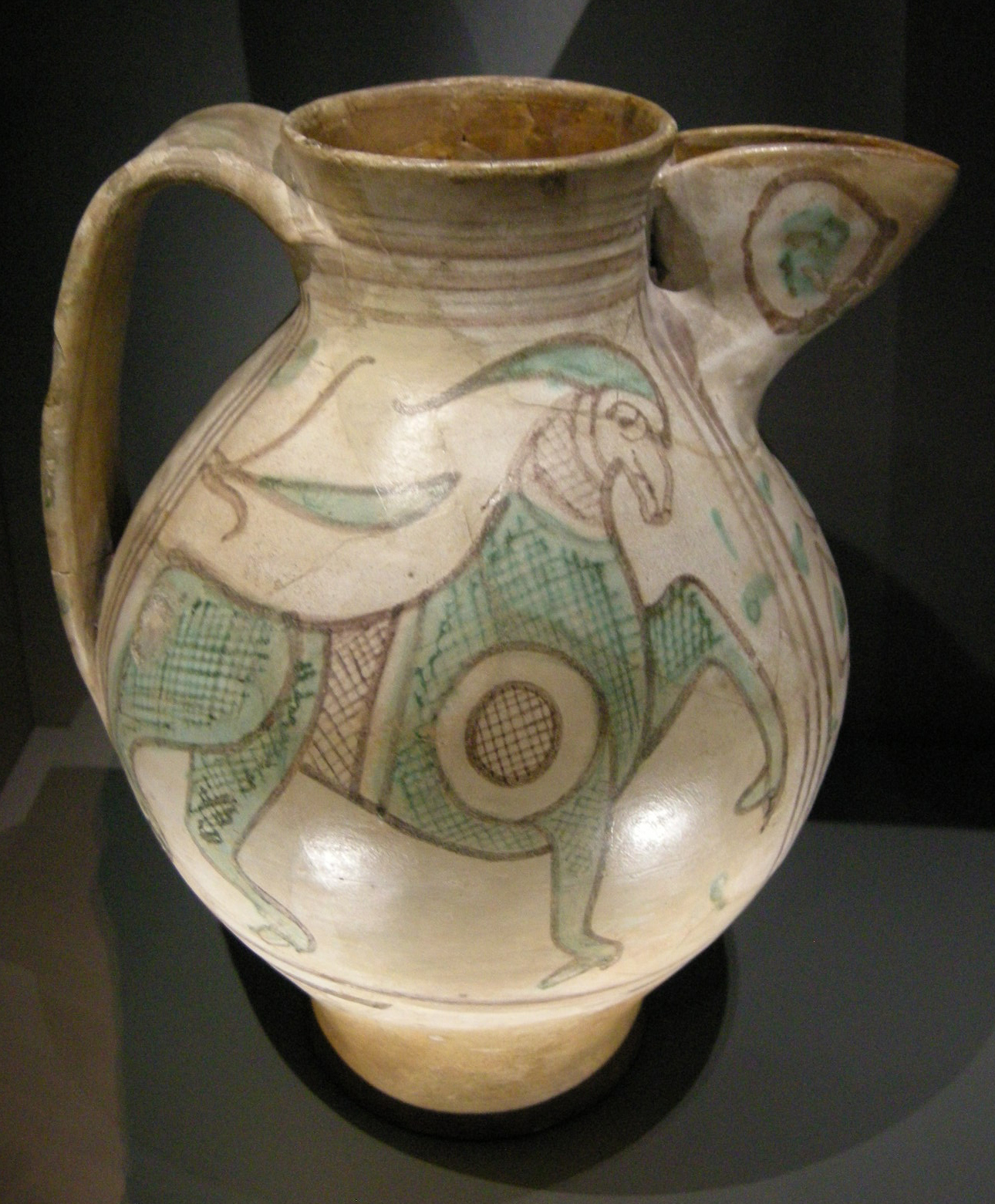
Carafe renaissance à bec de canard. Orvieto (1275-1375). Musée national du Victoria, Melbourne.

La céramique verte et brune, verte-mauve, vert-manganèse  ou faïence d'Elvira, regroupe des pièces de poterie dont principale caractéristique et est le contraste entre le noir-mauve du manganèse et  le vert de cuivre avec la pâte blanche de base ou engobe. Nommée d'après la ville de Medina Elvira, elle se développe durant l'émirat indépendant de Cordoue  et surtout durant le califat de Cordoue (Xe siècle). La ville palatine de Médine Azahara, à Cordoue, en est le principal foyer.

## Symbolisme de la couleur dans le monde islamique
La céramique verte et brune joue sur trois couleurs qui portent dans la culture islamique un symbolisme politico-religieux :
- Blanc : Clarté, loyauté, pouvoir.
- Noir : Austérité, pouvoir, dignité.
- Vert : Félicité (couleur du peuple arabe)[1].

Dans le contexte de la dynastie Omeyyade, cet ensemble chromatique synthétise sa plénitude politico-culturelle :
- Blanc : Couleur de la dynastie Omeyyade.
- Vert : Couleur du prophète Mahomet.
- Noir : Ressource technique sans signification[2].

## Origines et expansion
Documentée pour la première fois au IXe siècle avec des pièces venant de Samarra, Susa et Siraf, la technique vert et manganèse se développe rapidement. L'épicentre de son développement est la grande mosquée de Kairouan, en Tunisie, où une autre technique andalouse, la faïence dorée ou à reflets métalliques, est présente dans une impressionnante série blanche et bleue importée de Bagdad vers l'an 850. Le verset coranique « al-mulk lillâh » y est omniprésent, réduit dans la céramique andalouse à « al-mulk ».
Le vert et manganèse est une céramique lustrée associée au luxe palatin. Elle arrive dans la péninsule ibérique au début du Xe siècle (vers 900) et s'impose dans les décorations de la vaisselle de Madinat al-Zahra et Ilbira (Atarfe et Pinos Puente, Grenade). Les premiers vestiges archéologiques de potiers se situent autour de Priego de Córdoba, Murcie, Valence, Saragosse et Balaguer.
Pendant le califat de Cordoue, la céramique verte-mauve est documentée à partir de la deuxième moitié du Xe siècle et jusqu'à la fin du XIe siècle. Elle est remplacée par la technique de la corde sèche et par la graphie (qui se transforme chez les potiers de Murcie en un simple contraste blanc et noir). L'austérité almorávide et almohade est rendue par le vert monochrome, par exemple à Denia,.

## Déclin économique du califat
La récession de la qualité décorative des faïences est parfois attribuée à l'influence de la pureté coranique. En réalité elle va de pair avec la dégradation de l'économie andalouse à partir du XIe siècle. Dans le champ de la céramique, les techniques du « vert et manganèse » et la « corde sèche » sont remplacées par le verdugon ou « corde sèche partielle ».

## La branche andalouse et le gothique-mudéjar
Certains auteurs avancent que la tradition verte et manganèse provient du bas Aragon, expliquant ainsi sa présence postérieure à Teruel et Paterna, beaucoup plus tard, dans le Moyen Âge tardif. La technique du vert et manganèse du foyer d'origine andalouse suit un procès d'élaboration en trois temps :
1. Bain d'engobe blanchâtre.
2. Décor avec oxydes de cuivre et manganèse.
3. glaçure plombifère.

De son côté, la technique médiévale tardive ou gothique-mudéjar se limite à deux étapes :
1. Base d'émail blanc ou bain d'étain.
2. Décor avec des oxydes de cuivre et de manganèse.

### Vert et manganèse à Paterna
La technique du vert et manganèse autour de Paterna a ses propres caractéristiques. Le décor est d'inspiration féodale, autour des thèmes de la chevalerie, du bestiaire médiéval et de la ressource magique de "l'arbre de la vie".
Les études de ce foyer au Levant différencient trois périodes de production :
- Classique (vers 1300, débuts du XIVe siècle en parallèle de la faïence dorée)[7].
- Période évoluée.
- Période schématique.

### Vert et manganèse à Teruel
La céramique verte et manganèse est connue à Teruel vers 1250. Initialement, son décor aborde des thèmes de la chevalerie et se développe d'après une iconographie mudéjar typique : paons et dames, chimères… puis les motifs se diluent et deviennent des micro-éléments qui lui donnent une apparence bigarrée.

### Vert et manganèse en Catalogne
La présence du vert et manganèse dans la zone catalane de Manresa coïncide avec l'expansion de la Couronne d'Aragon. Les thèmes sont zoomorphes, végétaux et géométriques. Certains éléments techniques les rapprochent des majoliques italiennes.

### Autres foyers du vert et manganèse
À la fin du XXe siècle, de nouveaux foyers de céramique vert et manganèse sont mis au jour à Andújar, Priego de Cordoba, Jerez de la Frontera, Málaga et Séville, à Calatrava la Vieja et Alarcos (les deux gisements à Ciudad Real), à Talavera de la Reina, Alcalá de Henares, Guadalajara et Valladolid.
La courte période de l'occupation almohade (1195 à 1212), a permis de dater avec exactitude les échantillons de vert et manganèse (principalement des bols) trouvés dans des forteresses de Calatrava la Vieille et Alarcos dans la Mancha.
Dans les exemples trouvés à Talavera de la Reina et datés du XIIIe siècle environ, le décor est géométrique, de rythme radial, avec des motifs végétaux schématiques et quelques compositions héraldiques.
Les exemples d'Alcalá de Henares et Guadalajara, sont situés entre les XIVe et XVe siècles, sous les règnes de Jaume II d'Aragon et Enrique IV de Castille, et ils se limitent à des décors géométriques et végétaux.

### Vert et manganèse en dehors de la péninsule Ibérique
La technique vert et manganèse a aussi été localisée et documentée au-delà de la péninsule Ibérique:
- En Italie, des  ateliers du XIIIe siècle la connaissaient, à Savone, Pavie, Pise, Rome, Orvieto, Brindisi et Sicile (du type "Gelée").
- En France, également au XIIIe siècle, des ateliers ont été localisés  à Marseille (foyer de Sainte-Barbe), Montpellier et Avignon[14].

## Exemples dans les musées

Poteries (Péninsule Ibérique)
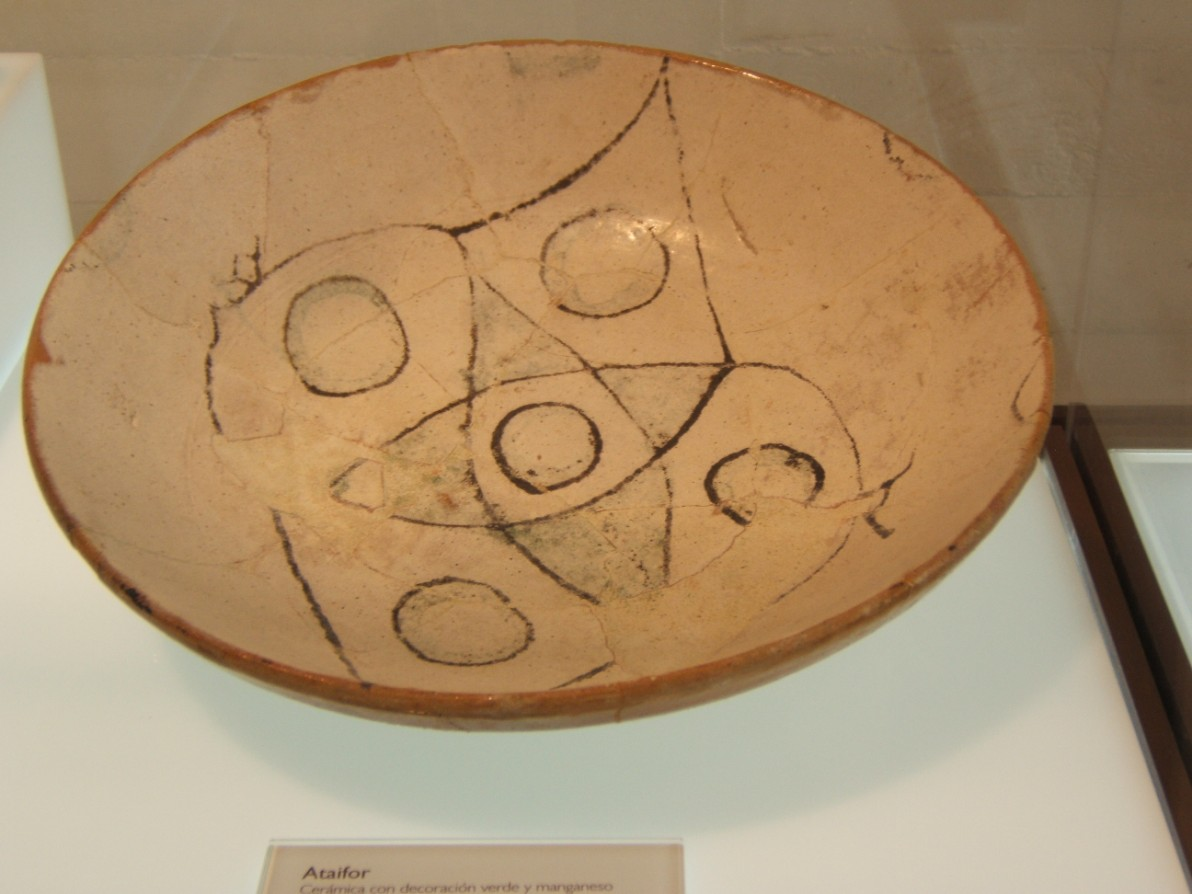
Poterie andalouse, Xe s. Madinat al-Zahra (Cordoue, Espagne).
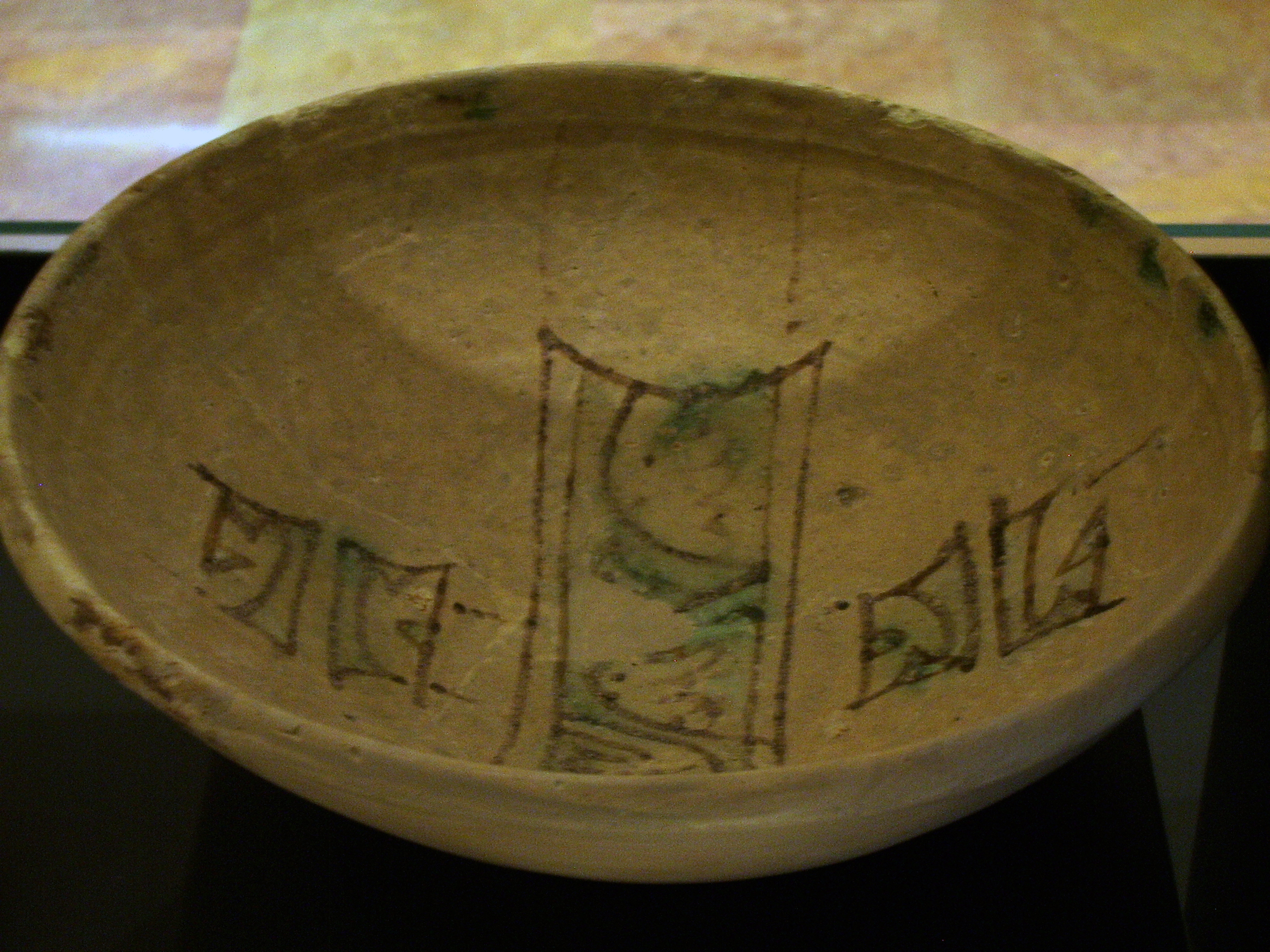
Musée du théâtre romain de Cesaraugusta (es) (Saragosse).
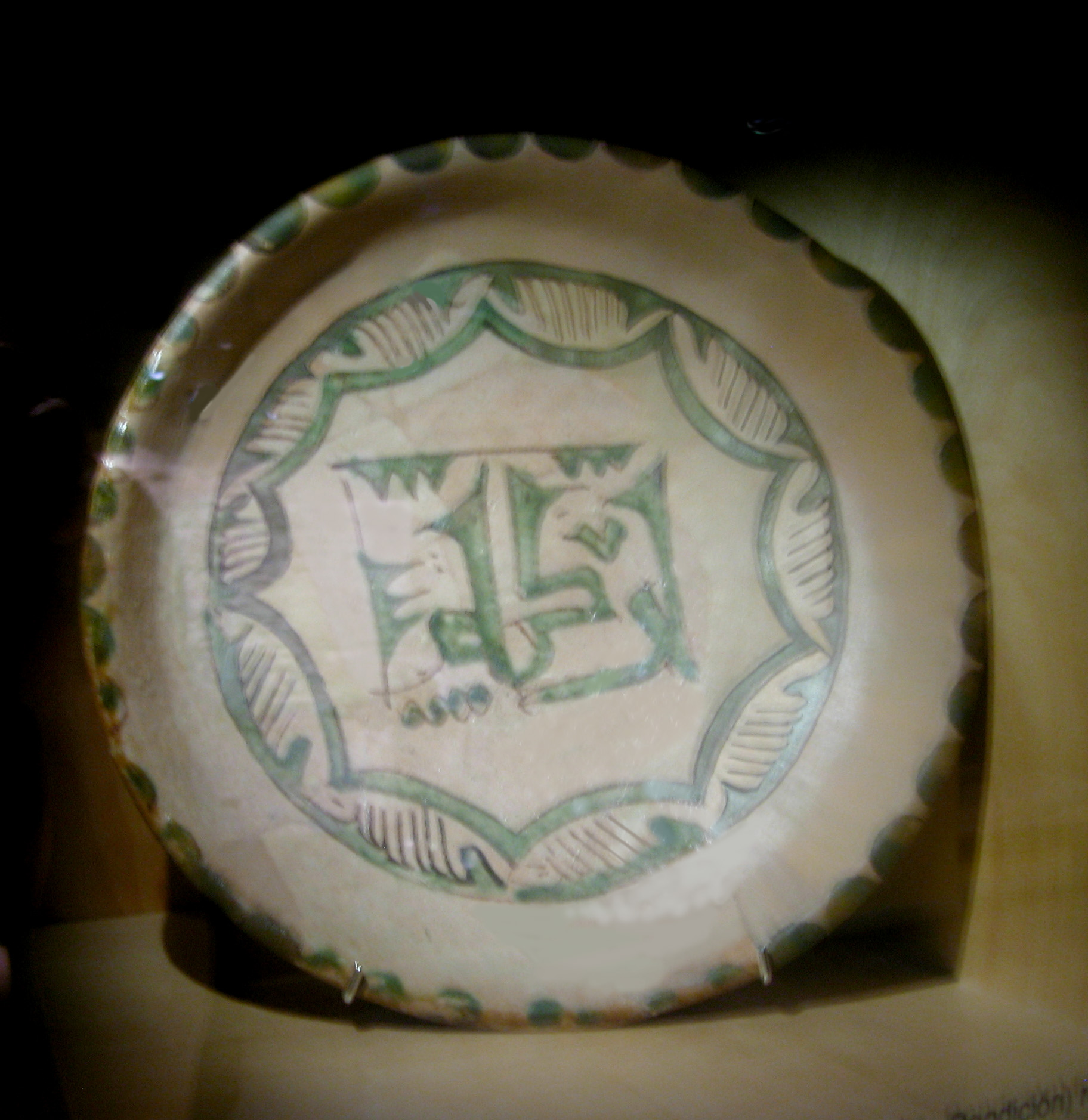
Poterie du XIe s. Taïfa de Valence

Vert et mauve judéo-aragonais
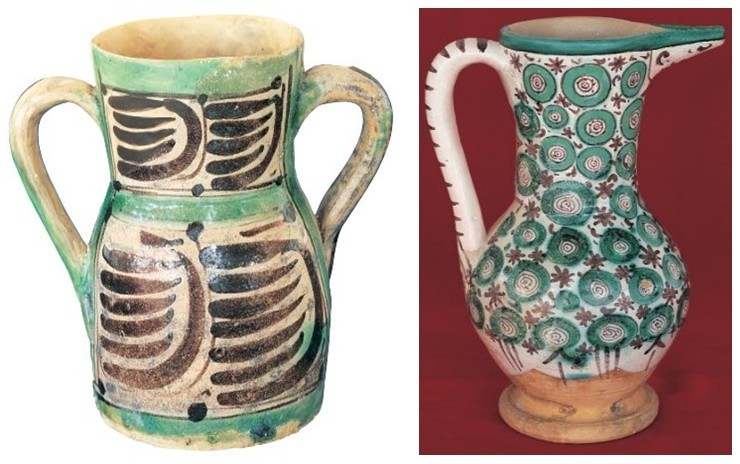
Jarre et pichet décorés en vert et manganèse XIVe. Musée de Teruel (es) (Espagne).
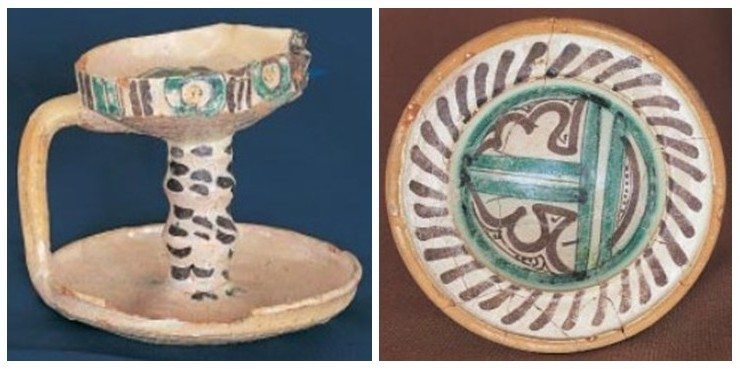
Bougeoir et saucière décorés en vert et manganèse, XIVe. Musée de Teruel (Espagne).
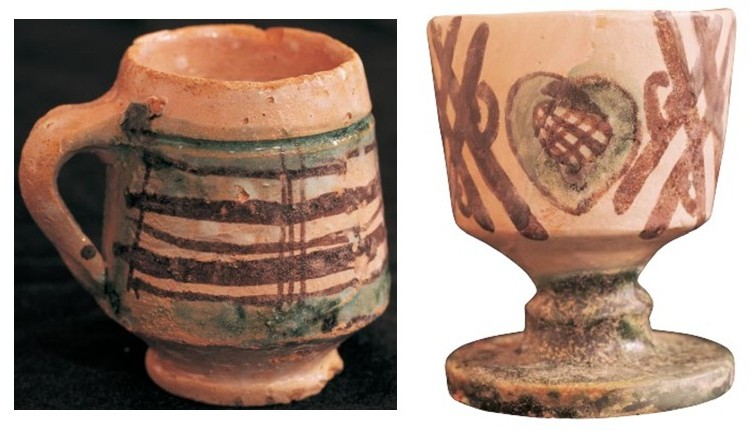
Tasse et coupe décorées au vert de manganèse, XIVe. Musée de Teruel (Espagne).